# Demokratiske Republik Congos håndboldlandshold (damer)
Demokratiske Republik Congos håndboldlandshold er det congolesiske landshold i håndbold for kvinder som også deltager i internationale håndboldkonkurrencer.
Holdet deltog under Afrikamesterskabet 2012 i Marokko, hvor de fik en bronzemedalje.

## Resultater
Resultaterne som er vist under er kun konkurrencer Den Demokratiske Republik Congo har deltaget i. Turneringer de ikke har taget del i er ikke opført.

### Verdensmesterskabet
- 2013: 20.-plads
- 2015: 24.-plads
- 2019: 20.-plads

### Afrikamesterskabet i håndbold
- 1992 – 8. plads (som Zaire)
- 2002 – 8. plads
- 2004 – 7. plads
- 2006 – 6. plads
- 2008 – 5. plads
- 2010 – 8. plads
- 2012 –  . plads
- 2014 – . plads
- 2016 – 8. plads
- 2018 –  . plads
- 2021 – 6. plads
- 2022 – 6. plads